# Giovanni Berardi
Giovanni Berardi (ur. 1380 – zm. 21 stycznia 1449) – włoski  duchowny, kardynał.
Pochodził z rodziny hrabiów Tagliacozzo. Arcybiskup Tarentu 1421–39. Zwolennik papieża Eugeniusza IV w jego sporze z soborem bazylejskim, 1439 kreowany przez niego kardynałem. Po wyborze antypapieża Feliksa V był legatem Eugeniusza IV w Niemczech 1439-40. W 1441 mediował z ramienia papieża pomiędzy królami Sycylii i Aragonii. Kamerling Św. Kolegium Kardynałów 1443-44. Biskup Palestriny od 1444. Wielki penitencjariusz od 1445. Podczas konklawe 1447 skutecznie przeforsował kandydaturę Tomasza Parentucelli (papież Mikołaj V). Zmarł w Rzymie.